# Rezerwat przyrody Bieniszew
Rezerwat przyrody Bieniszew – leśny rezerwat przyrody znajdujący się na terenie gminy Kazimierz Biskupi, powiatu konińskiego (województwo wielkopolskie). Położony ok. 9 km na północny zachód od Konina.
Powierzchnia: 143,73 ha (akt powołujący podawał 144,40 ha)
Obszar rezerwatu podlega ochronie ścisłej.
Utworzony w 1996 r. w celu zachowania fragmentu lasu reprezentującego fitocenozę świetlistej dąbrowy (Potentillo albae-Quercetum) i środkowoeuropejskiej mokrej dąbrowy trzęślicowej (Molinio caeruleae-Quercetum roboris). Spotykany jest tu również zespół grądu ubogiego, rosnącego w najbardziej zróżnicowanym pod względem rzeźby terenu fragmencie Puszczy Bieniszewskiej. Obecnie dąbrowy występują w zubożałej postaci, w drzewostanie dominuje dąb bezszypułkowy (Quercus petraea), miejscami z domieszką sosny zwyczajnej (Pinus sylvestris), w poszyciu leszczyny (Corylus avellana), rzadko buka (Fagus sylvatica) i jałowca pospolitego (Juniperus communis). Runo jest bogate, zawiera kilka gatunków prawnie chronionych:
- lilia złotogłów (Lilium martagon)
- kopytnik pospolity (Asarum europaeum)
- konwalia majowa (Convallaria majalis)
- kalina koralowa (Viburnum opulus)
- kruszyna pospolita (Frangula alnus)

oraz liczne nieobjęte ochroną prawną gatunki:
- konwalijka dwulistna (Maiantheum bifolium)
- przylaszczka pospolita (Hepatica nobilis)
- groszek czerniejący (Lathyrus niger)
- dziurawiec skąpolistny (Hypericum montanum)
- pszeniec zwyczajny (Melampyrum pratense)
- turzyca pigułkowata (Carex pilulifera)

W części południowej znajduje się kilka jeziorek śródleśnych, w tym Jezioro Wściekłe, w pobliżu którego znajduje się fragment łęgu olszowego ze starymi olszami i czeremchą, który na skutek ogólnego przesuszenia całego terenu ewoluuje w kierunku grądu.

## Podstawa prawna
- Zarządzenie Ministra Ochrony Środowiska Zasobów Naturalnych i Leśnictwa z dnia 14 czerwca 1996 r. w sprawie uznania za rezerwat przyrody (M.P. z 1996 r. nr 39, poz. 385)
- Obwieszczenie Woj. Wielkopolskiego z dnia 4 października 2001 r. w sprawie ogłoszenia wykazu rezerwatów przyrody utworzonych do dnia 31 grudnia 1998 r. (Dz. Urz. Woj. Wielkopolskiego Nr 123 poz. 2401)
- Zarządzenie Regionalnego Dyrektora Ochrony Środowiska w Poznaniu z dnia 4 lipca 2016 r. w sprawie rezerwatu przyrody „Bieniszew” (Dz. Urz. Woj. Wielkopolskiego poz. 4441)